# Календаско
Календаско је насеље у Италији у округу Пјаченца, региону Емилија-Ромања.
Према процени из 2011. у насељу је живело 781 становника. Насеље се налази на надморској висини од 52 м.

## Становништво
| 1951. | 1961. | 1971. | 1981. | 1991. | 2001. | 2011. |
| ----- | ----- | ----- | ----- | ----- | ----- | ----- |
| 3.753 | 3.294 | 2.612 | 2.409 | 2.170 | 2.311 | 2.448 |